# Evgeny Lagunov
Evgeny, Yevgeny Lagunov ou Ievgueni Aleksandrovitch Lagounov (en russe : Евгений Александрович Лагунов, en anglais : Yevgeny Lagunov) (né le 14 décembre 1985 à Arkhangelsk) est un nageur russe en activité, spécialiste des épreuves de crawl. Il compte notamment à son palmarès deux médailles olympiques en relais, un titre mondial et deux titres européens.

## Carrière
En 2008, il remporte sa première médaille olympique en faisant partie du relais russe deuxième du 4 × 200 mètres nage libre. Il obtient sa première médaille d'or dans une compétition internationale en faisant partie du relais russe victorieux du 4 × 100 mètres nage libre des Championnats d'Europe de natation 2010. Quelques jours plus tard, il obtient la deuxième place du 100 mètres nage libre, devancé par Alain Bernard de 3 centièmes. Il est ensuite médaillé d'or lors du relais 4 × 200 mètres nage libre mais n'a pas participé à la finale. Il termine ces championnats par une médaille d'argent lors du relais 4 × 100 mètres 4 nages. Fin novembre, lors des Championnats d'Europe en petit bassin, il remporte trois nouvelles médailles : l'argent sur 100 mètres nage libre et le bronze sur 200 mètres nage libre et le relais 4 × 50 mètres nage libre. Le 15 décembre, il remporte la médaille d'argent du relais 
4 × 100 mètres nage libre lors des championnats du monde en petit bassin. Le lendemain, il remporte son premier titre mondial lors du relais 4 × 200 mètres nage libre.

## Palmarès

### Jeux olympiques
- Jeux olympiques 2008 à Pékin (Chine) :
  -  Médaille d'argent au titre du relais 4 × 200 mètres nage libre.
- Jeux olympiques 2012 à Londres (Royaume-Uni) :
  -  Médaille de bronze au titre du relais 4 × 100 mètres nage libre[Note 1].

### Championnats du monde

#### En grand bassin
- Championnats du monde 2005 à Montréal (Canada) :
  -  Médaille d'argent au titre du relais 4 × 100 mètres 4 nages[Note 1].
- Championnats du monde 2007 à Melbourne (Australie) :
  -  Médaille de bronze au titre du relais 4 × 100 mètres 4 nages.
- Championnats du monde 2009 à Rome (Italie) :
  -  Médaille d'argent au titre du relais 4 × 100 mètres nage libre.
  -  Médaille d'argent au titre du relais 4 × 200 mètres nage libre[Note 1].
- Championnats du monde 2013 à Barcelone (Espagne) :
  -  Médaille de bronze au titre du relais 4 × 100 mètres nage libre[Note 1].

#### En petit bassin
- Championnats du monde 2004 à Indianapolis (États-Unis) :
  -  Médaille de bronze au titre du relais 4 × 100 mètres 4 nages[Note 1].
- Championnats du monde 2010 à Dubaï (Émirats arabes unis) :
  -  Médaille d'or au titre du relais 4 × 200 mètres nage libre.
  -  Médaille d'argent au titre du relais 4 × 100 mètres nage libre.
- Championnats du monde 2012 à Istanbul (Turquie) :
  -  Médaille d'argent au titre du relais 4 × 100 mètres 4 nages[Note 1].
  -  Médaille de bronze du 100 mètres nage libre.

### Championnats d'Europe

#### En grand bassin
- Championnats d'Europe 2004 à Madrid (Espagne) :
  -  Médaille d'argent au titre du relais 4 × 100 mètres nage libre.
- Championnats d'Europe 2006 à Budapest (Hongrie) :
  -  Médaille d'or au titre du relais 4 × 100 mètres 4 nages[Note 1].
  -  Médaille d'argent au titre du relais 4 × 100 mètres nage libre.
- Championnats d'Europe 2008 à Eindhoven (Pays-Bas) :
  -  Médaille d'argent au titre du relais 4 × 200 mètres nage libre.
- Championnats d'Europe 2010 à Budapest (Hongrie) :
  -  Médaille d'or au titre du relais 4 × 100 mètres nage libre.
  -  Médaille d'or au titre du relais 4 × 200 mètres nage libre[Note 1].
  -  Médaille d'argent du 100 mètres nage libre.
  -  Médaille d'argent au titre du relais 4 × 100 mètres 4 nages.

#### En petit bassin
- Championnats d'Europe 2005 à Trieste (Italie) :
  -  Médaille de bronze du 100 m nage libre.
- Championnats d'Europe 2008 à Rijeka (Croatie) :
  -  Médaille d'argent au titre du relais 4 × 50 m 4 nages.
  -  Médaille de bronze du 50 m nage libre.
- Championnats d'Europe 2009 à Istanbul (Turquie) :
  -  Médaille d'or au titre du relais 4 × 50 m 4 nages[Note 1].
  -  Médaille de bronze du 100 m nage libre.
- Championnats d'Europe 2010 à Eindhoven (Pays-Bas) :
  -  Médaille d'argent du 100 m nage libre.
  -  Médaille de bronze du 200 m nage libre.
  -  Médaille de bronze au titre du relais 4 × 50 m nage libre.
- Championnats d'Europe 2011 à Szczecin (Pologne) :
  -  Médaille d'argent au titre du relais 4 × 50 m nage libre.
  -  Médaille d'argent au titre du relais 4 × 50 m 4 nages[Note 1].
- Championnats d'Europe 2012 à Chartres (France) :
  -  Médaille d'argent du 100 m nage libre.
  -  Médaille d'argent au titre du relais 4 × 50 m nage libre.
  -  Médaille d'argent au titre du relais 4 × 50 m 4 nages.
- Championnats d'Europe 2013 à Herning (Danemark) :
  -  Médaille d'or au titre du relais 4 × 50 m nage libre.

## Records

### Records personnels
Ce tableau détaille les records personnels d'Evgeny Lagunov en grand bassin au 8 août 2013.
| Épreuve          | Temps         | Compétition                 | Lieu           | Date       |
| 50 m nage libre  | 22 s 10       | Championnats de Russie 2009 | Moscou, Russie | 28/04/2009 |
| 100 m nage libre | 47 s 90       | Championnats du monde 2009  | Rome, Italie   | 26/07/2009 |
| 200 m nage libre | 1 min 47 s 47 | Championnats de Russie 2012 | Moscou, Russie | 19/04/2012 |

| Épreuve          | Temps         | Compétition                     | Lieu              | Date       |
| 50 m nage libre  | 20 s 89       | Championnats d'Europe 2009      | Istanbul, Turquie | 10/12/2009 |
| 100 m nage libre | 45 s 36       | Championnats d'Europe 2009      | Istanbul, Turquie | 11/12/2009 |
| 200 m nage libre | 1 min 43 s 33 | Coupe du monde de natation 2009 | Berlin, Allemagne | 15/11/2009 |